# Alexandre Réard
Alexandre Réard (* in Avignon) ist ein professioneller französischer Pokerspieler. Er ist zweifacher Braceletgewinner der World Series of Poker.

## Persönliches
Réard stammt aus dem Centre Georges-Pompidou im 4. Arrondissement von Paris. Er ist mit der französischen Pokerspielerin Aurélie Quélain verheiratet.

## Pokerkarriere

### Werdegang
Réard spielt auf der Onlinepoker-Plattform GGPoker unter dem Nickname STAY_HUNGRY. Er wird seit 2017 vom Onlinepokerraum Unibet gesponsert.
Seine erste Geldplatzierung bei einem Live-Pokerturnier erzielte Réard im April 2011 im Aviation Club de France auf der Champs Élysées in Paris. Dort gewann er Mitte Januar 2012 auch sein erstes Live-Turnier und sicherte sich den Hauptpreis von rund 20.000 Euro. An gleicher Stelle siegte der Franzose Ende November 2012 beim Main Event der Paris ACF Hold’em Series, das mit knapp 70.000 Euro dotiert war. Anfang Februar 2013 wurde er beim High Roller der European Poker Tour (EPT) in Deauville Dritter und erhielt mehr als 100.000 Euro. In Enghien-les-Bains entschied Réard Anfang November 2014 das Main Event der Barrière Poker Tour mit einer Siegprämie von 53.300 Euro für sich. Ende Juni 2015 war er erstmals bei der World Series of Poker (WSOP) im Rio All-Suite Hotel and Casino in Paradise am Las Vegas Strip erfolgreich und kam bei einem Turnier der Variante No Limit Hold’em in die Geldränge. Bei der WSOP 2016 erzielte der Franzose seine erste Geldplatzierung beim Main Event. Im Jahr darauf erreichte er beim WSOP-Main-Event den siebten Turniertag und schied dort auf dem mit 340.000 US-Dollar dotierten 16. Rang aus. Ende November 2017 sicherte sich Réard als Zweiter beim High Roller des WSOP-Circuits in Paris eine Auszahlung von knapp 100.000 Euro. Bei der WSOP 2018 erzielte er sechs Geldplatzierungen und erhielt sein höchstes Preisgeld von über 65.000 US-Dollar erneut im Main Event. Mitte Dezember 2018 beendete der Franzose das High Roller der EPT Prag als Dritter und sicherte sich knapp 250.000 Euro. An gleicher Stelle setzte er sich ein Jahr später beim EPT National High Roller gegen knapp 1000 andere Spieler durch und erhielt mehr als 340.000 Euro. Bei der WSOP 2021 gewann Réard ein No Limit Hold’em 8-Max und wurde mit einem Bracelet sowie knapp 430.000 US-Dollar prämiert. Mitte November 2022 saß er beim Main Event der World Series of Poker Europe im King’s Resort in Rozvadov am Finaltisch und belegte den mit knapp 140.000 Euro dotierten achten Platz. Bei der mittlerweile im Horseshoe Las Vegas und Paris Las Vegas ausgespielten WSOP 2023 wurde der Franzose bei einem Freezeout-Event Dritter und erhielt knapp 200.000 US-Dollar. Rund einen Monat später gewann er die No Limit Hold’em 6-Handed Championship der Turnierserie und sicherte sich sein zweites Bracelet sowie sein bislang höchstes Preisgeld von über einer Million US-Dollar.
Insgesamt hat sich Réard mit Poker bei Live-Turnieren mehr als 5,5 Millionen US-Dollar erspielt.

### Braceletübersicht
Réard kam bei der WSOP 40-mal ins Geld und gewann zwei Bracelets:
| Jahr | Buy-in (in $) | Turnier                                | Teilnehmer | Preisgeld (in $) |
| ---- | ------------- | -------------------------------------- | ---------- | ---------------- |
| 2021 | 05.000        | Freezeout No-Limit Hold’em 8-Handed    | 421        | 0.428.694        |
| 2023 | 10.000        | 6-Handed No-Limit Hold’em Championship | 550        | 1.057.663        |